# Taʻanea
Taʻanea bildet mit Haʻalaufuli einen Doppelort in der Inselgruppe Vavaʻu im Norden des pazifischen Königreichs Tonga im Distrikt Hahake.
Taʻanea hat 649 Einwohner, Haʻalaufuli 424 (Stand 2021).

## Geographie
Der Ort liegt im Osten der Insel, nördlich einer tief ins Land reichenden Bucht, in welcher auch die Insel Pousini liegt. Verbindungsstraßen führen nach Mataika im Westen sowie Haʻakio im Südwesten und nach Tuʻanikivale im Süden.
Im Osten säumen die Buchten Onetale Bay und Vaiʻutukakau das Kap Vaufakalava im offenen Ozean. Dort liegt auch der Strand Keitahi Beach. Im Ort gibt es eine Kirche der „Church of Jesus Christ of Latter-day Saints“.

## Klima
Das Klima ist tropisch heiß, wird jedoch von ständig wehenden Winden gemäßigt. Ebenso wie die anderen Orte der Vavaʻu-Gruppe wird Taʻanea gelegentlich von Zyklonen heimgesucht.